# Rehfieldara
× Rehfieldara, (abreviado Rfda) en el comercio, es un híbrido intergenérico entre los géneros de orquídeas Ada x Odontoglossum × Oncidium. Fue publicado en Orchid Rev. 109(1237) noh: 14 (2001).